# Io come chiunque (Sulla pista di Cohen)
Io come chiunque (Sulla pista di Cohen) è il primo album del cantautore italiano Claudio Daiano, pubblicato il 9 settembre 1974.

## Il disco
Io come chiunque (Sulla pista di Cohen) è un album tributo a Leonard Cohen, costituito interamente da cover di brani composti dal cantautore canadese, o cantati da lui, quali Il partigiano (traduzione di The Partisan di Anna Marly ed Hy Zaret, che Cohen ha inciso nell'album Songs from a Room), e Passerà (traduzione di Passing Through di Richard Blakeslee, che Cohen ha inciso nell'album Live Songs); le traduzioni sono tutte effettuate dallo stesso Daiano, tranne appunto Il partigiano, tradotta da Daiano assieme a Bruno Lauzi. Gli arrangiamenti, che seguono abbastanza fedelmente quelli degli originali, sono curati da Victor Bacchetta.
Delle canzoni presenti nel disco verranno realizzate in seguito nuove versioni di Seems so long ago, Nancy da Fabrizio De André nel 1975 nell'album Vol. 8 e di One Of Us Can Not Be Wrong da Luigi Grechi nel 1979 nell'album Come state?.

## Tracce
LATO A
1. Tu sai chi sono (You Know Who I Am) - 3:27
2. Mi straccerai (Tonight Will Be Fine) - 3:56
3. Non trovo il modo di andarmene (Hey, That's No Way To Say Goodbye) - 3:39
4. Sembra tanto tempo fa, Nancy (Seems So Long Ago, Nancy) - 3:36
5. Maestri (Teachers) - 5:02

LATO B
1. Il macellaio (The Butcher) - 4:35
2. Uno di noi non può sbagliare (One Of Us Can Not Be Wrong) - 4:03
3. Come un uccello su un ramo (Bird On The Wire) - 4:37
4. Passerà (Passing Through) - 3:02
5. Il partigiano (The Partisan) - 4:02